# 스페코
주식회사 스페코(영어: SPECO)는 대한민국의 풍력 터빈 제조업체이다.

## 개요
일본 TANAKA IRON WORK, 독일 ALCON, 프랑스 LAB 등의 기업과 기술 제휴를 맺었으며, 외국인 지분율은 1.35%이다.